# King Philip

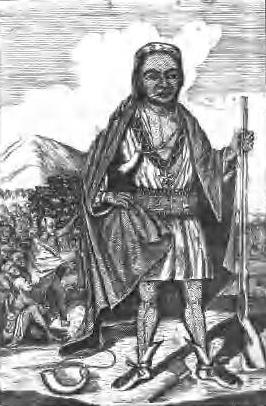
King Philip avbildad av Paul Revere.

King Philip, som också hette Metacomet, var en nordamerikansk uramerikanhövding och var Massasoits son och tog vid sin faders död över hövdingaposten hos wampanoagerna. Massasoit hade varit en mycket engelskvänlig hövding och engelsmännen var till en början mycket vänligt inställda till detta, men när King Philip blev hövding var det mesta glömt och engelsmännen trängde längre och längre in vilket startade King Philips krig.